# Gammelin
Gammelin ist eine Gemeinde im Landkreis Ludwigslust-Parchim in Mecklenburg-Vorpommern (Deutschland). Sie wird vom Amt Hagenow-Land mit Sitz in der Stadt Hagenow verwaltet.

## Geografie
Gammelin befindet sich zwischen den Städten Schwerin und Hagenow. Die Bundesautobahn 24 verläuft zirka 2,5 km südlich des Ortes, die Bundesstraße 321 etwa 3 km östlich.
Umgeben wird Gammelin von den Nachbargemeinden Schossin im Norden, Bandenitz im Osten, Hagenow im Süden sowie Hülseburg im Westen.

### Gemeindegliederung (Ortsteile)
- Bakendorf
- Gammelin (Hauptort)

(Quelle:)

## Geschichte
In einem Zollerlass des Grafen von Ratzeburg Albrecht II. wird Gammelin 1219 erstmals Chemelin urkundlich erwähnt. Bereits 1335 wurde in Aufzeichnungen die Dorfkirche Gammelin erwähnt. Während des Dreißigjährigen Krieges hatte die Bevölkerung sehr zu leiden. Nach Ende des Zweiten Weltkrieges erhielten Umsiedler, Vertriebene und landarme Bauern im Zuge der Bodenreform Land zugeteilt. Wie in der DDR üblich, wurden die Bauern in den 1950er Jahren zwangskollektiviert.

## Politik

### Gemeindevertretung
Die Gemeindevertretung von Gammelin setzt sich aus zwei Ratsfrauen und vier Ratsherren folgender Parteien und erlangten Sitzen zusammen:
| Kommunalwahl | WG GuZ * | Einzelbewerber Büge | Einzelbewerber Christen | Einzelbewerber Stamer | Gesamt  |
| ------------ | -------- | ------------------- | ----------------------- | --------------------- | ------- |
| 26. Mai 2019 | 3        | 1                   | 1                       | 1                     | 6 Sitze |

* WG Gammelin gemeinsam und zukunftsorientiert

### Bürgermeister
Der Bürgermeister der Gemeinde Gammelin ist Manfred Kebschull (WG GuZ). Seine Stellvertreter sind Klaus Stamer (Einzelbewerber Stamer) und Jörg Jakob (WG GuZ).

### Wappen
| Wappen von Gammelin | Blasonierung: „Gespalten; vorn in Gold zwei grüne Hopfendolden übereinander; hinten in Rot ein silbernes Kleeblatthochkreuz.“ |
| Wappen von Gammelin | Wappenbegründung: In dem Wappen nehmen die Hopfendolden als redende Zeichen bildlich Bezug auf den aus dem Slawischen stammenden Ortsnamen (chъmel = Hopfen). Von der Anzahl her verweisen sie zudem auf die beiden Ortsteile Gammelin und Bakendorf. Zum einen symbolisiert das Kleeblatthochkreuz die ehemalige Zugehörigkeit zum Bistum und der Grafschaft Ratzeburg, zum anderen weist es auf die im gotischen Stil erbaute Kirche in Gammelin hin, deren Westgiebel eine derartig gestaltete Kreuznische aufweist. Mit den Schildfarben wird an die Zugehörigkeit der Orte zur einstigen Grafschaft Schwerin im 13. Jh. erinnert. Das Wappen und die Flagge wurde von dem Glaisiner Manfred Sturzenbecher gestaltet. Es wurde am 21. August 1997 durch das Ministerium des Innern genehmigt und unter der Nr. 135 der Wappenrolle des Landes Mecklenburg-Vorpommern registriert. |

→ Siehe auch: Wappen der Gemeinde Gammelin

### Flagge

Flagge der Gemeinde Gammelin

Die Flagge wurde am 29. Januar 1998 durch das Ministerium des Innern genehmigt.
Die Flagge ist längs gestreift von Grün, Weiß und Grün. Die grünen Streifen nehmen je zwei Neuntel, der weiße Streifen nimmt fünf Neuntel der Höhe des Flaggentuchs ein. In der Mitte des weißen Streifens liegt das Gemeindewappen, das vier Neuntel der Höhe des Flaggentuchs einnimmt. Die Länge des Flaggentuchs verhält sich zur Höhe wie 5:3.

### Dienstsiegel
Das Dienstsiegel zeigt das Gemeindewappen mit der Umschrift „GEMEINDE GAMMELIN • LANDKREIS LUDWIGSLUST-PARCHIM“.

## Kultur und Sehenswürdigkeiten

### Bauwerke
- Backsteinkirche in Gammelin
- Feldsteinkapelle in Bakendorf
- ehemalige Rundscheune in Bakendorf

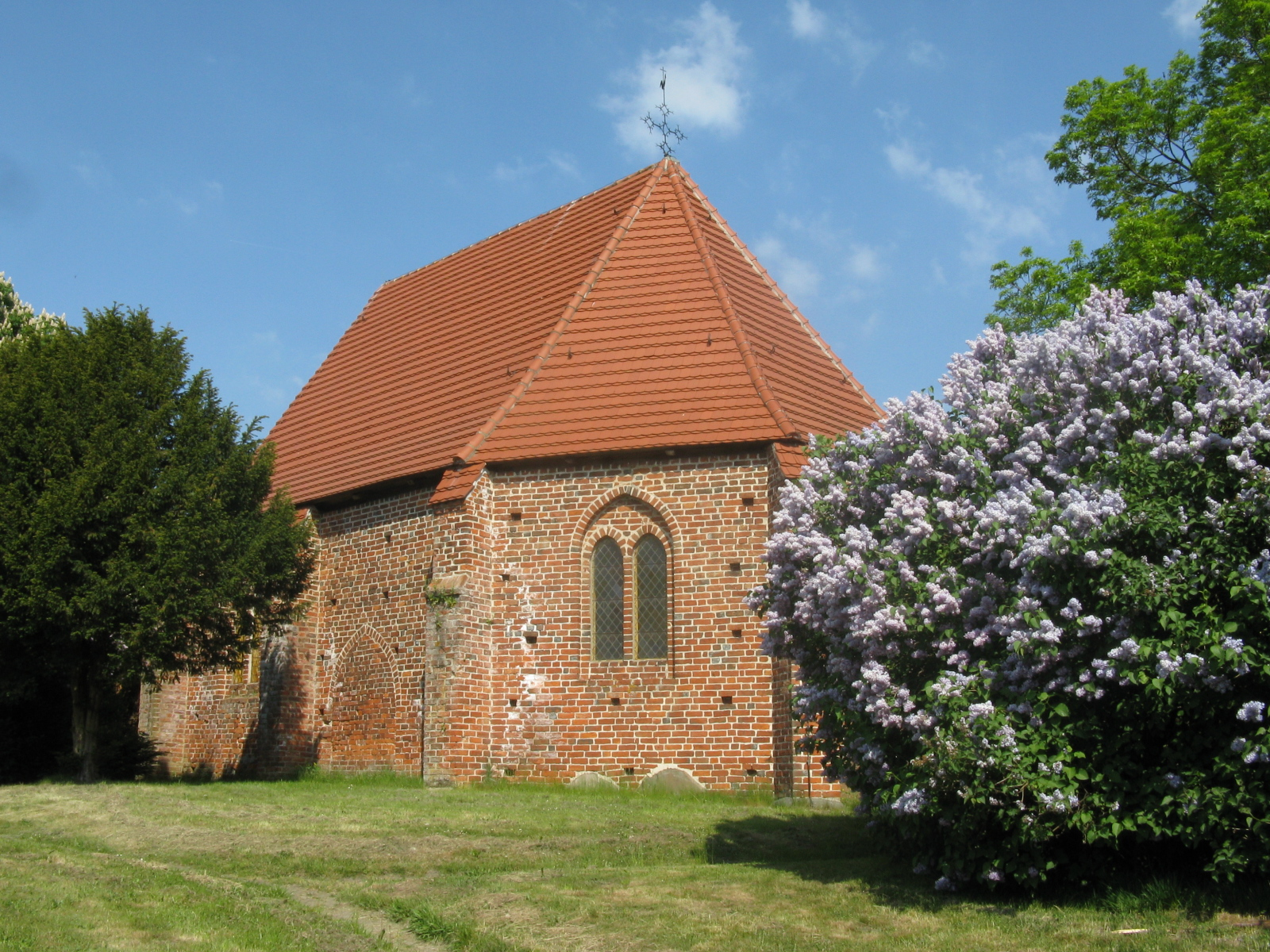
Dorfkirche Gammelin
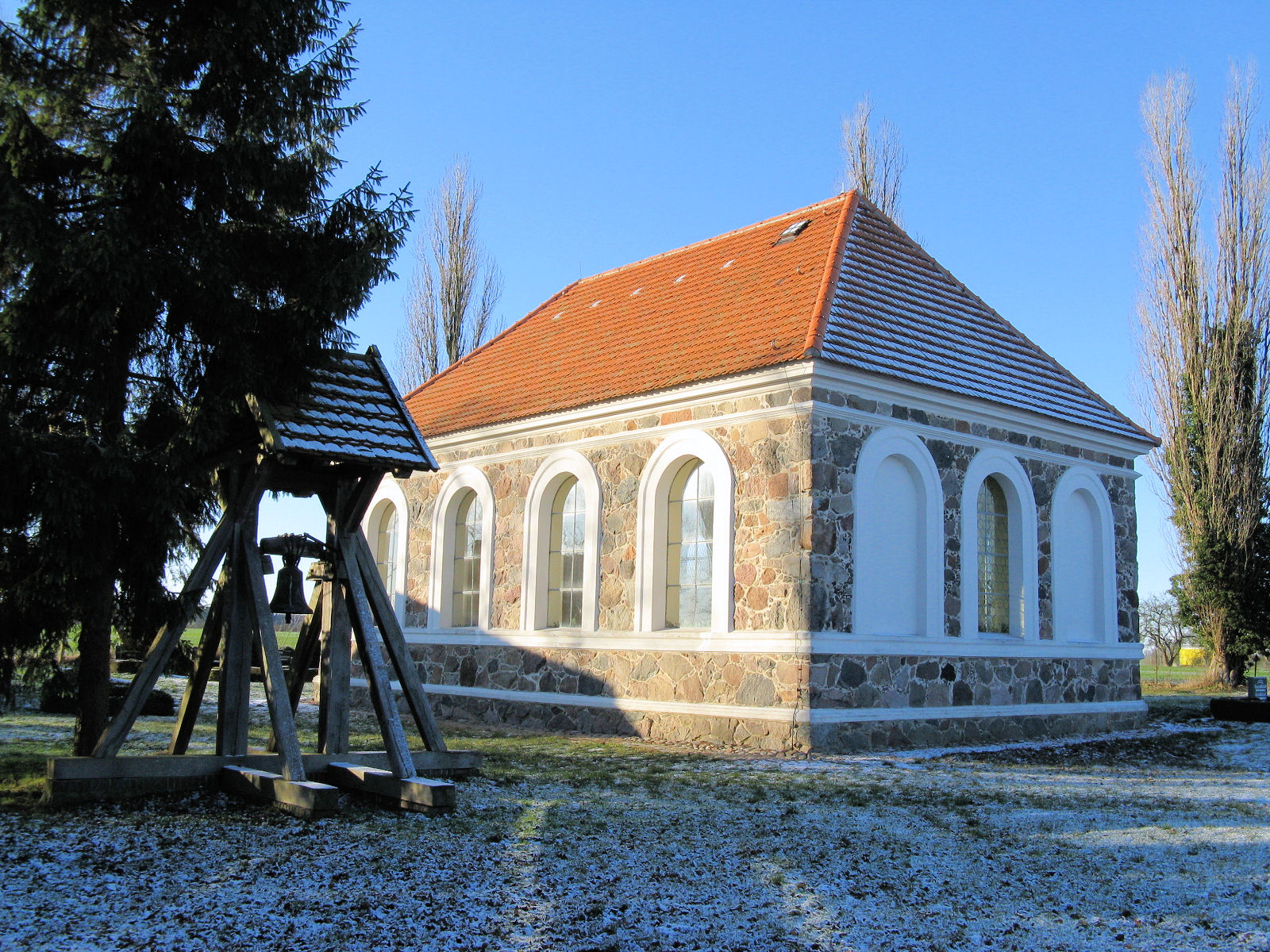
Dorfkapelle Bakendorf
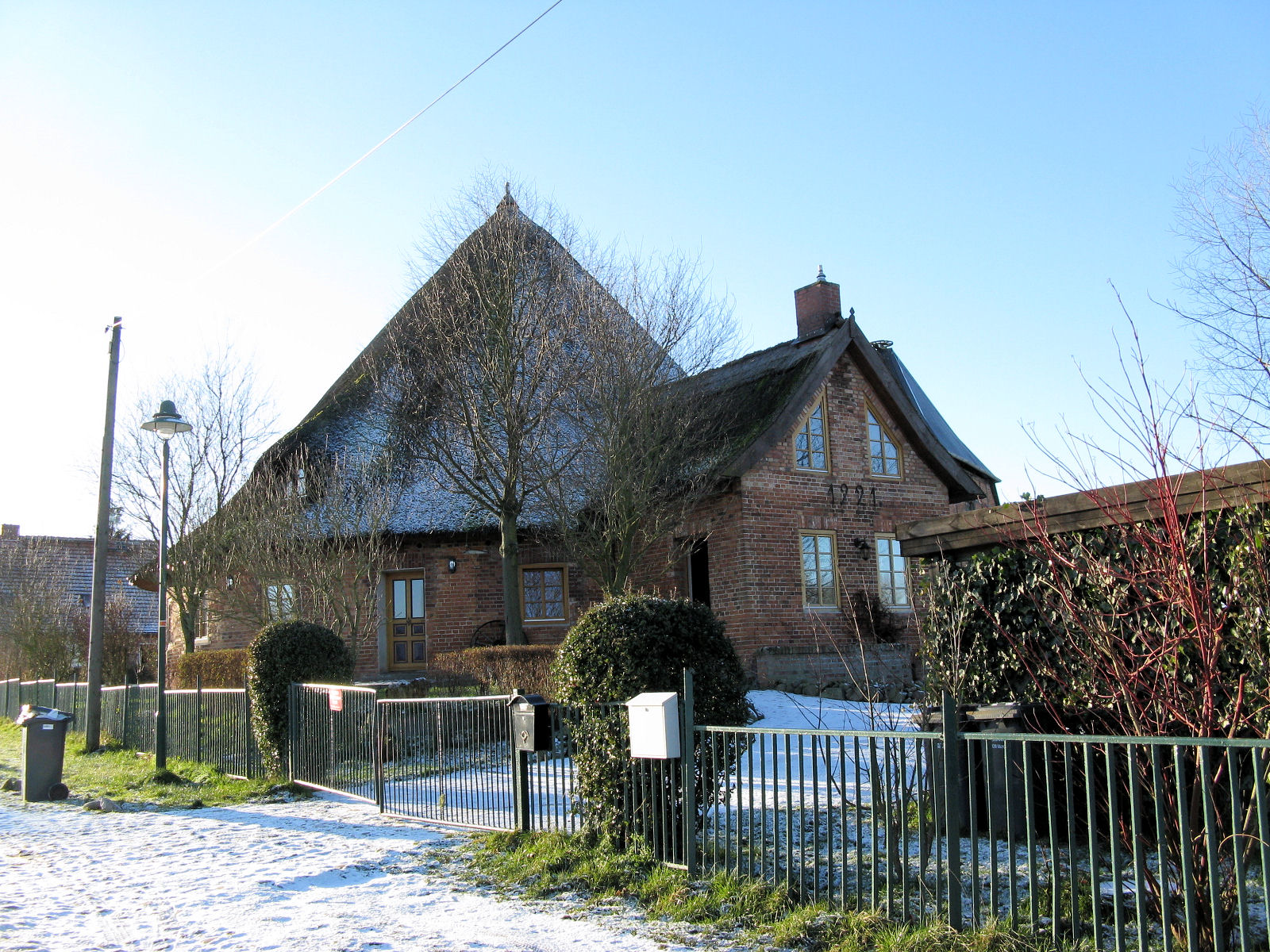
Ehemalige Rundscheune in Bakendorf

### Baudenkmale
Siehe Liste der Baudenkmale in Gammelin

### Gemeindeleben und regelmäßige Veranstaltungen
Die Gemeinde Gammelin gestaltet das Gemeindeleben. Überwiegend findet dieses in dem Gemeindeortsteil Gammelin statt. Hier trifft sich der Sportverein Gammeliner Stockenten oder auch der Dorfclub, welcher regelmäßig Feste organisiert. Die Rentner der Gemeinde treffen sich regelmäßig zum Kaffee im Gemeindehaus.
Wichtig für die Gemeinde Gammelin ist die Kirche, die ebenfalls das Gemeindeleben ausschlaggebend mitgestaltet. Pastorin Maria Harder rief so im Jahr 2009 eine Junge Gemeinde ins Leben, zu der sich Jugendliche aus der Kirchgemeinde, zu der die Orte Gammelin, Bakendorf, Hülseburg, Parum und Warsow gehören, alle zwei Wochen treffen. Bei ihren Treffen schreiben sie selbst Theaterstücke, welche bei Festivitäten aufgeführt werden.

## Feuerwehr
Die Gemeinde besitzt eine Freiwillige Feuerwehr, die sich aus etwa 20 aktiven Mitgliedern, der Jugendfeuerwehr (19 aktive Mitglieder), der Floriangruppe (ca. 15 aktive Mitglieder) und dem Förderverein der Freiwilligen Feuerwehr (10 aktive Mitglieder) zusammensetzt. Die Feuerwehr bildet einen zentralen Punkt im Gemeinschaftsleben der Gemeinde und organisiert jedes Jahr einen Tag der offenen Tür mit Blutspende. Seit 2004 besteht eine Freundschaft zwischen der Freiwilligen Feuerwehr Gammelin und der Freiwilligen Feuerwehr Schönefeld. Durch regelmäßige Treffen und Ausflüge entschied man sich 2008 für die offizielle Partnerschaft.

## Persönlichkeiten

### Söhne und Töchter der Gemeinde
- Adolf Martens (1850–1914), Werkstoffkundler und Materialprüfer, im Ortsteil Bakendorf geboren

### Personen, die mit der Gemeinde in Verbindung stehen
- Albert Lüders, alias Albertus Luderus (um 1627–1675), Priester in Gammelin, er endete nach einem Todesurteil in Schwerin auf dem Scheiterhaufen[7]
- Ernst Christoph von Koppelow (1659–1721), er war Geheimer Rat und mecklenburgischer Rittergutsbesitzer, er besaß Güter im ritterschaftlichen Amt Wittenburg u. a. in Gammelin
- Karl August Christian zu Mecklenburg (1782–1833), Soldat, er kämpfte als General in russischen Diensten gegen Napoleons Truppen, sein Adoptivsohn Carl Gustav Janus wurde Förster im Ortsteil Backendorf
- Georg Störzel (1782–1863), Jurist und Politiker, er wurde 1848 als Mitglied in die Mecklenburgische Abgeordnetenversammlung im Wahlkreis Mecklenburg-Schwerin 20 (Gammelin) gewählt und war deren Alterspräsident
- Christa Wolf (1929–2011), Schriftstellerin, sie arbeitete als Schreibhilfe beim Bürgermeister in Gammelin
- Patrick Ortel (* 1990), Radiomoderator, er wuchs u. a. in Gammelin auf